# Johannes Linnankoski
Johannes Linnankoski, właśc. Vihtori Peltonen (ur. 18 października 1869 w Vakkoli, zm. 10 sierpnia 1913 w Helsinkach) – fiński pisarz, działacz niepodległościowy i oświatowy.
Urodził się w rodzinie chłopskiej. Był w znacznej mierze samoukiem. Napisał popularne romantyczne powieści z życia wsi - Krwawy kwiat z 1905 (wyd. pol. 1909) i Zbiegowie (1908, wyd. pol. fragmentów 1933), oparte na wątkach autobiograficznych i zawierające elementy krytyki społecznej. Jest również autorem dramatów o tematyce biblijnej, m.in. Samson ja Delila (Samson i Dalila) z 1911. Na podstawie Krwawego kwiatu, będącego liryczną fantastyką o przygodach miłosnych młodego drwala, nakręcono trzy fińskie filmy.